# Дніпропетровська обласна рада депутатів трудящих I скликання
Дніпропетровська обласна рада депутатів трудящих першого скликання — представничий орган Дніпропетровської області 1939-1947 років.
Нижче наведено список депутатів Дніпропетровської обласної ради 1-го скликання, обраних 24 грудня 1939 року. Всього до Дніпропетровської обласної ради 1-го скликання було обрано 91 депутата. До складу обласної ради обрано 68 чоловіків та 23 жінок. За партійною приналежністю: 64 членів ВКП(б), 4 комсомольців і 23 безпартійних. За соціальним складом: 25 робітників, 53 службовців, 13 колгоспників. За національним складом: 64 українців, 22 росіян, 4 євреїв, 1 білорус.
| Прізвище, ім'я, по-батькові     | Виборчий округ                   | Посада | Примітки |
| ------------------------------- | -------------------------------- | --- | -------- |
| Авдеєнко Доміан Антонович       | Карломарксовський № 29           | лікар, заступник директора Ігренської лікарні                                                              |          |
| Аверін Дмитро Васильович        | Правдинський № 48                | командир РСЧА                                                                                              |          |
| Андрухович Федора Петрівна      | Нікопольбудівський № 37          | ливарник ливарного цеху Нікопольського трубного заводу                                                     |          |
| Артюхов Степан Петрович         | Нагірний № 83                    | науковий працівник Дніпропетровського науково-дослідного трубного інституту                                |          |
| Афанасьєва Марія Тимофіївна     | Павлоградський сільський № 14    | робітниця Павлоградського держвиробництва                                                                  |          |
| Бабенко Панас Григорович        | Артемівський № 47                | завідувач технічного відділу шахти імені Калініна Кривбасу                                                 |          |
| Байрак Данило Єфремович         | Петриківський перший № 1         | колгоспник колгоспу імені Шевченка                                                                         |          |
| Барсуков Панас Хомич            | Нікопольський № 36               | в.о. голови Нікопольської міськради                                                                        |          |
| Бережний Павло Спиридонович     | Будьоннівський № 90              | голова ЦК спілки металургів Півдня                                                                         |          |
| Блажко Григорій Спиридонович    | Межівський № 19                  | 1-й секретар Межівського райкому КП(б)У                                                                    |          |
| Бондаренко Федір Олексійович    | Петропавлівський № 17            | голова Петропавлівського райвиконкому                                                                      |          |
| Брежнєв Леонід Ілліч            | Дніпродзержинський № 67          | секретар Дніпропетровського обкому КП(б)У по пропаганді                                                    |          |
| Буряк Микола Петрович           | Шолохівський № 40                | гірничий майстер шахти № 4 Кривбасу                                                                        |          |
| Вакуленко Володимир Олексійович | Синельниківський міський № 24    | 1-й секретар Синельниківського райкому КП(б)У                                                              |          |
| Вовк Володимир Якович           | Сурсько-Литовський № 31          | прокурор Дніпропетровської області                                                                         |          |
| Гетало Олександр Васильович     | Божедарівський № 60              | завідувач Дніпропетровського обласного фінансового відділу                                                 |          |
| Горб Настасія Михайлівна        | Лихівський № 62                  | комбайнерка Вільно-Хутірської МТС Верхньодніпровського району                                              |          |
| Грушовий Костянтин Степанович   | Баглійський № 71                 | 2-й секретар Дніпропетровського обкому КП(б)У                                                              |          |
| Гузеєв Павло Іванович           | Покровський № 20                 | голова Покровського райвиконкому                                                                           |          |
| Гусаров Сергій Дмитрович        | Дмитрівський № 91                | директор Дніпропетровського заводу металургійного устаткування                                             |          |
| Давидович Микола Лаврентійович  | В'язівський № 16                 | молодший командир військової частини РСЧА                                                                  |          |
| Дементьєв Георгій Гаврилович    | Дніпропетровський сільський № 28 | кол. начальник Дніпропетровського обласного земельного управління                                          |          |
| Діденко Іван Дмитрович          | Павлоградський міський № 13      | 1-й секретар Павлоградського міськкому КП(б)У                                                              |          |
| Доброхотов Микола Миколайович   | Дніпрожовтневий № 82             | академік АН УРСР, профессор Дніпропетровського металургійного інституту                                    |          |
| Дятлов Микола Олексійович       | Криничанський другий № 64        | начальник Управління робітничо-селянської міліції і заступник начальник УНКВС по Дніпропетровській області |          |
| Задіонченко Семен Борисович     | Червоно-Чечелівський № 88        | 1-й секретар Дніпропетровського обкому і міськкому КП(б)У                                                  |          |
| Зайцева Надія Степанівна        | Орджонікідзевський № 72          | майстер листопрокатного цеху Дніпропетровського заводу імені Комінтерну                                    |          |
| Закорко Микола Тихонович        | Верховцевський № 65              | начальник Сталінської залізниці                                                                            |          |
| Ігнатюк Софія Климентіївна      | Кірово-Чкаловський № 77          | завідувач Дніпропетровської школи № 15                                                                     |          |
| Караваєв Костянтин Семенович    | Червоногвардійський № 89         | в.о. голови виконавчого комітету Дніпропетровської обласної ради депутатів трудящих                        |          |
| Кіперман Михайло Борисович      | Свердловський № 79               | редактор газети «Днепровская правда»                                                                       |          |
| Клейн Пейсах Мойсейович         | Криворізький сільський № 53      | директор радгоспу «Червоний шахтар»                                                                        |          |
| Коваленко Петро Якович          | Новомосковський сільський № 9    | в.о.секретаря Дніпропетровського облвиконкому                                                              |          |
| Колодієв Павло Георгійович      | Сталіндорфський № 54             | 1-й секретар Сталіндорфського райкому КП(б)У                                                               |          |
| Комаровський Іван Федорович     | Апостолівський № 41              | начальник Управління НКВС по Дніпропетровській області                                                     |          |
| Котецький Михайло Анатолійович  | Мирівський № 35                  | завідувач Дніпропетровського обласного відділу торгівлі                                                    |          |
| Кошова Олександра Василівна     | Магдалинівський № 6              | вчителька Ново-Петрівської неповної середньої школи                                                        |          |
| Кравцова Марія Євлампіївна      | Васильківський № 21              | голова Богданівської сільради Васильківського району                                                       |          |
| Ксендзова Поліна Луківна        | Клочковський № 74                | інженер-конструктор Дніпропетровського заводу імені Карла Лібкнехта                                        |          |
| Кузьменко Олексій Дмитрович     | Криничанський перший № 63        | старший агроном Криничанської МТС                                                                          |          |
| Кучеренко Григорій Дмитрович    | Славгородський № 27              | керівник Дніпропетровської обласної контори «Заготзерно»                                                   |          |
| Лобінцева Улита Кузьмівна       | Роздорівський № 26               | голова Горської сільради                                                                                   |          |
| Лук'янова Анастасія Павлівна    | Комсомольський № 81              | робітниця Дніпропетровської швейної фабрики імені Володарського                                            |          |
| Луппа Дарія Федорівна           | П'ятихатський № 57               | помічник машиніста депо станції П'ятихатки                                                                 |          |
| Манзюк Микола Гаврилович        | Амурський № 73                   | 2-й секретар Дніпропетровського міськкому КП(б)У                                                           |          |
| Манойло Сидір Терентійович      | Котовський № 5                   | голова колгоспу «Дніпрельстан»                                                                             |          |
| Мариненко Михайло Петрович      | Ленінсько-рудничний № 45         | головний інженер тресту «Ленінруда»                                                                        |          |
| Матвеєв Микола Семенович        | Пушкінський № 85                 | Дніпропетровський обласний військовий комісар                                                              |          |
| Матинкін Олександр Васильович   | Першотравневий № 66              | в.о.голови Дніпродзержинської міської ради                                                                 |          |
| Москаленко Юлія Романівна       | Центрально-міський № 49          | лікар Криворізької дитячої лікарні                                                                         |          |
| Найдьонов Павло Андрійович      | Верхньодніпровський № 61         | секретар Дніпропетровського обкому КП(б)У по кадрах                                                        |          |
| Нахалов Іван Сергійович         | Синельниківський сільський № 25  | машиніст депо Синельникове                                                                                 |          |
| Нестеренко Петро Григорович     | Набережний № 80                  | директор Дніпропетровського гірничого інституту                                                            |          |
| Ніколаєв Петро Євстахійович     | Фрунзенський № 87                | зварник Дніпропетровського заводу імені Леніна                                                             |          |
| Ніколаєнко Антон Григорович     | Тритузнянський № 33              | директор Тритузнянської МТС                                                                                |          |
| Ніколаєнко Лука Данилович       | Жовнянський № 58                 | уповноважений Народного комісаріату заготівель СРСР по Дніпропетровській області                           |          |
| Новиков Костянтин Михайлович    | Марганцевський № 38              | керівник тресту «Марганець»                                                                                |          |
| Огнєв Петро Степанович          | Червоно-Повстанський № 84        | полковий комісар РСЧА                                                                                      |          |
| Панасенко Володимир Григорович  | Солонянський № 32                | голова Солонянського райвиконкому                                                                          |          |
| Пархоменко Єлизавета Павлівна   | Ленінський № 68                  | робітниця Дніпродзержинського цементного заводу                                                            |          |
| Пасічник Марія Сергіївна        | Кам'янський № 42                 | трактористка Жовто-Кам'янської МТС                                                                         |          |
| Пляка Петро Семенович           | Дзержинський № 52                | майстер-свердлувальник шахти «Комунар» Кривбасу                                                            |          |
| Повєткіна Євдокія Георгіївна    | Чаплинський № 23                 | старший рахівник станції Чаплино                                                                           |          |
| Погорілий Дмитро Іванович       | Царичанський № 3                 | завідувач вівцеферми колгоспу «До спільної праці»                                                          |          |
| Подобна Софія Яківна            | Перещепинський № 7               | ланкова колгоспу «Червоний колос»                                                                          |          |
| Рева Павло Федорович            | Широківський № 43                | старший механік Широківської МТС                                                                           |          |
| Римарчук Іван Спиридонович      | Кривбудівський № 51              | доменник Криворізького металургійного заводу                                                               |          |
| Романець Григорій Пилипович     | Петриківський № 2                | кол. завідувач Дніпропетровського обласного відділу народної освіти                                        |          |
| Романець Дмитро Іларіонович     | Софіївський № 55                 | голова Софіївського райвиконкому                                                                           |          |
| Ряба Марія Данилівна            | Прядівський № 4                  | завідувачка птахоферми колгоспу «Третій Інтернаціонал» Царичанського району                                |          |
| Сисоєв Георгій Іванович         | Девладівський № 56               | голова Дніпропетровської обласної планової комісії                                                         |          |
| Сільченко Федосій Кирилович     | Сталінський № 69                 | майстер мартенівського цеху Дніпродзержинського металургійного заводу імені Дзержинського                  |          |
| Сова Юрій Іванович              | Просянський № 22                 | в.о. заступника голови Дніпропетровського облвиконкому                                                     |          |
| Сологуб Антон Олексійович       | Шевченківський № 86              | майстер доменної печі № 1 Дніпропетровського заводу імені Петровського                                     |          |
| Степура Микола Федорович        | Новомосковський міський № 8      | дублювальник Новомосковського бляхарсько-катального заводу                                                 |          |
| Таран Євдокія Василівна         | Підгороднянський № 30            | голова Підгороднянської сільської ради                                                                     |          |
| Татаміров Тихон Никифорович     | Губинихський № 10                | голова оргбюро Дніпропетровської облспоживспілки                                                           |          |
| Темчура Парасковія Іванівна     | Чкаловський № 39                 | колгоспниця колгоспу «Дніпрельстан» Чкаловського району                                                    |          |
| Трайно Андрій Мойсейович        | Калінінський № 34                | заступник директора по політчастині Мирівської МТС                                                         |          |
| Трошин Василь Олександрович     | Нижньодніпровський № 75          | начальник політвідділу Сталінської залізниці                                                               |          |
| Трушин Іван Васильович          | Московський № 78                 | в.о.голови Дніпропетровської міської ради                                                                  |          |
| Устиченко Ірина Родіонівна      | Знаменівський № 11               | свинарка колгоспу імені Молотова                                                                           |          |
| Федоров Леонід Калістратович    | Жовтнево-рудничний № 46          | в.о. голови Криворізької міської ради                                                                      |          |
| Хлєбніков Ісаак Ілліч           | Юр'ївський № 12                  | завідувач Дніпропетровського обласного відділу охорони здоров’я                                            |          |
| Хмельницький Григорій Абрамович | Саксаганський № 59               | 1-й секретар Дніпропетровського обкому ЛКСМУ                                                               |          |
| Хомякова Раїса Юхимівна         | Новоселівський № 18              | редактор Дніпропетровської обласної газети «Зоря»                                                          |          |
| Чебан Ангеліна Омелянівна       | Інгулецький № 44                 | лікар рудника «Інгулець» Кривбасу                                                                          |          |
| Червоненкіс Віра Емануїлівна    | Криворізький № 50                | інженер-проектувальник «Кривбаспроекту»                                                                    |          |
| Черепанов Микола Михайлович     | Ленінградський № 76              | голова Дніпропетровської облпромради                                                                       |          |
| Шкуренко Михайло Терентійович   | Богданівський № 15               | в.о.голови Павлоградського райвиконкому                                                                    |          |
| Юрченко Михайло Васильович      | Запорізький № 70                 | головний інженер Дніпродзержинського азотно-тукового заводу                                                |          |

7 січня 1940 року відбулася 1-а сесія Дніпропетровської обласної ради депутатів трудящих 1-го скликання. Головою облвиконкому обраний Караваєв Костянтин Семенович, заступниками голови: Дементьєв Георгій Гаврилович, Черепанов Микола Михайлович, Сова Юрій Іванович та Трушин Іван Васильович. Секретарем облвиконкому обраний Коваленко Петро Якович.
Обрано Дніпропетровський облвиконком у складі 17 чоловік: Караваєв Костянтин Семенович — голова облвиконкому; Дементьєв Георгій Гаврилович — 1-й заступник голови облвиконкому; Черепанов Микола Михайлович — заступник голови облвиконкому; Сова Юрій Іванович — заступник голови облвиконкому; Трушин Іван Васильович — заступник голови облвиконкому; Коваленко Петро Якович — секретар облвиконкому; Задіонченко Семен Борисович — 1-й секретар Дніпропетровського обкому КП(б)У; Найдьонов Павло Андрійович — секретар Дніпропетровського обкому КП(б)У; Комаровський Іван Федорович — начальник Дніпропетровського обласного управління НКВС; Блажко Григорій Спиридонович — начальник Дніпропетровського обласного земельного відділу; Гетало Олександр Васильович — завідувач Дніпропетровського обласного фінансового відділу; Хлєбніков Ісаак Ілліч — завідувач Дніпропетровського обласного відділу охорони здоров'я; Котецький Михайло Анатолійович — завідувач Дніпропетровського обласного відділу внутрішньої торгівлі; Сисоєв Георгій Іванович — голова Дніпропетровської обласної планової комісії; Федоров Леонід Калістратович — голова Криворізького міськвиконкому; Панасенко Володимир Григорович — голова Солонянського райвиконкому; Матвеєв Микола Семенович — Дніпропетровський обласний військовий комісар.